# Meierhof (Feuchtwangen)
Meierhof ist ein Wohnplatz von Unterahorn, eines Gemeindeteiles der Stadt Feuchtwangen im Landkreis Ansbach (Mittelfranken, Bayern). Meierhof liegt in der Gemarkung Aichau.

## Geografie
Unmittelbar nördlich der Einöde entspringt ein rechter Zufluss des Tenscherbachs, der seinerseits ein linker Zufluss des Ahornbachs ist. Eine Gemeindeverbindungsstraße führt nach Oberahorn (0,8 km südwestlich) bzw. zur Kreisstraße AN 52 (0,6 km nordöstlich) bei Aichau.

## Geschichte
Der Hof (ursprünglich Maierhof geschrieben) wurde am 7. April 1781 durch Georg Thomas Maier von Peter Georg Friedrich Meier für 4000 Gulden übernommen. Im Jahre 1831 übernahm ihn Johann Friedrich Sindel, der Enkel der Witwe des verstorbenen Georg Thomas Meier, für 4400 Gulden. Der heutige Meierhof mit den Hausnummern 4a und b wurde erst später gegründet.
Bis zur Gebietsreform in Bayern (1. Januar 1972) gehörte Unterahorn und damit auch Meierhof zur ehemals selbstständigen Gemeinde Aichau.

## Weblink
- Meierhof in der Ortsdatenbank des bavarikon, abgerufen am 19. August 2021.